# Jaroslav Košnar
Jaroslav Košnar (ur. 17 sierpnia 1930  – zm. 21 kwietnia 1985) – piłkarz słowacki grający na pozycji napastnika. W swojej karierze rozegrał 2 mecze w reprezentacji Czechosłowacji.

## Kariera klubowa
W swojej karierze piłkarskiej Košnar grał w klubie Cervena Hviezda Bratysława.

## Kariera reprezentacyjna
W reprezentacji Czechosłowacji Košnar zadebiutował 8 listopada 1953 w zremisowanym 0:0 meczu eliminacji do MŚ 1954 z Bułgarią, rozegranym w Bratysławie. W 1954 roku został powołany do kadry na mistrzostwa świata w Szwajcarii. Na tym turnieju był rezerwowym i nie wystąpił ani razu. Od 1953 do 1954 roku rozegrał w kadrze narodowej 2 spotkania.